# Misión Nuestra Señora de Guadalupe de Huasinapi

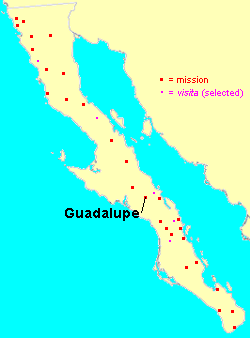
Localización de la misión Nuestra Señora de Guadalupe de Huasinapi y de otras misiones en Baja California Sur.

La misión Nuestra Señora de Guadalupe de Huasinapi fue fundada por el jesuita Everardo Helen con la financiación del marqués de Villapuente de la Peña (España) el día 12 de diciembre (día dedicado a la Virgen de Guadalupe) de 1720 en el asentamiento cochimí de la Sierra de la Giganta, a unos 40 km al sur de Mulegé, en Baja California Sur (México). El topónimo Huasinapí es de origen cochimí, pero se desconoce su significado.
Previamente, en el mes de septiembre de 1719 los padres misioneros Juan de Ugarte y Sebastián Sistieaga exploraron la zona en que se levantó la Misión de Nuestra Señora de Guadalupe.
Al declinar la población por las enfermedades que trajeron los europeos a la zona, la misión fue abandonada por los misioneros dominicos en 1795, los supervivientes fueron reubicados en la Misión de La Purísima de Cadegomó. Solo quedan algunas ruinas del sitio misionero, como muros, diques y cementerios. Otras construcciones han desaparecido con el paso del tiempo.
La imagen original de la Virgen de Guadalupe que estaba en la misión reposa en una capilla familiar en el lugar.